# Calendario di Coligny

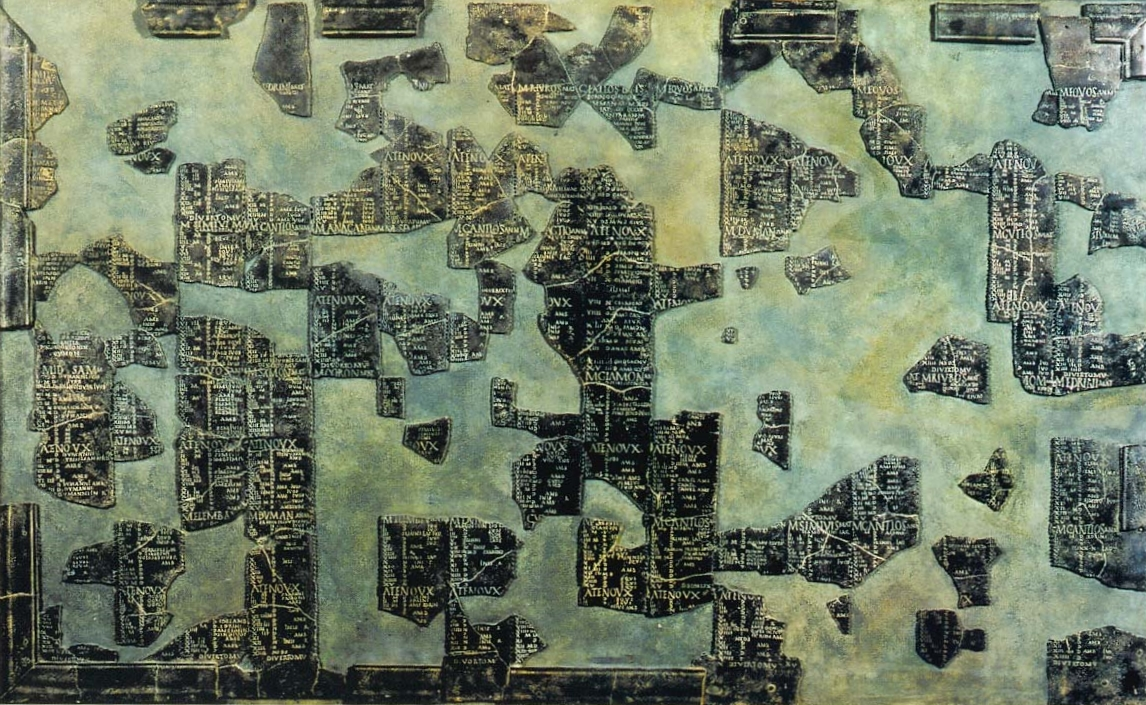
Il calendario di Coligny riassemblato

Il calendario di Coligny è un'epigrafe in lingua gallica incisa in caratteri latini su tavola in bronzo, risalente alla fine del II secolo, contenente un antico calendario gallico rinvenuto nel 1897 a Coligny (dipartimento di Ain), nei pressi di Lione. Il reperto è conservato al museo della civiltà gallo-romana di Lione.

## Ritrovamento
Il calendario è stato ritrovato casualmente nel novembre 1897, unitamente ad una statua di divinità in bronzo, a una trentina di centimetri di profondità. Entrambi gli oggetti erano frammentati, la statua in circa quattrocento pezzi, il calendario in 149 pezzi di cui 126 avevano iscrizioni: purtroppo il calendario, scritto in una tavola di bronzo, nonostante le accurate ricerche effettuate negli anni successivi, non è completo in quanto mancano numerosi frammenti.

## Descrizione
È costituito da una lastra di bronzo lunga 148 cm e alta 90 cm di cui si conservano 73 frammenti. Risale al II secolo d.C. ed è scritto in caratteri latini ma in lingua gallica; presenta sedici colonne con i mesi per un arco di tempo di cinque anni. Il calendario di Coligny, con le sue 2021 righe distribuite su 16 colonne, è il documento più cospicuo, per estensione del testo, tra le peraltro rare testimonianze scritte delle lingue celtiche continentali.

## Sistema
Il calendario rappresenta tutti i mesi dell'anno celtico, di 30 o 29 giorni, divise in due quindicine numerati in cifre romane (15+15 o 15+14) con annotazioni relative alle feste o all'indicazione dei mesi buoni (nel senso di "completi", indicati dalla parola MAT(U) sul calendario per i mesi pari) e cattivi (nel senso di "incompleti", indicati dalla parola ANM (ATU), per i mesi dispari).
Ciascun giorno, corrispondente a una riga, è preceduto da un foro in cui inserire il segnacolo e seguito dalle varie annotazione relative a quel giorno: possono distinguersi alcune più frequenti come D MB e D AMB. In un solo caso l'annotazione è esplicita: Atenoux (v. infra). Le annotazioni si fanno più fitte nei due mesi intercalari, andando a occupare più righe.
La sua impostazione «corrisponde a un sistema lunisolare molto complesso, che presuppone una conoscenza secolare dei moti degli astri, come pure la capacità di costruire modelli matematici che ne descrivano le regole». Segue, come dice Cesare a proposito della misurazione del tempo presso i Galli, un corso lunare e perciò ha solo 355 o 385 giorni, il che spiega perché ci siano cinque anni: ogni 30 mesi si rendeva necessario l'inserimento di un mese intercalare (Sonnocingos), di cui bisognava tener conto, portando il computo dei giorni a 385. I mesi intercalari, sull'arco di 5 anni, erano quindi due: essi si inserivano all'inizio del lustro e a metà del terzo anno.
Grazie a esso ci sono pervenuti i nomi dei 12 mesi ordinari celtici, indicati per esteso o in abbreviazione all'inizio di ciascun periodo: Samonios (estivo, probabilmente il primo di ogni anno ogni lustro), Dumannios, Riuros, Anagantios, Ogronios, Cutios, Giamonios (invernale, settimo mese dell'anno), Simiuisonna, Equos, Elembiu, Aedrinios, Cantlos.
Ci fornisce inoltre e la sola menzione esplicita di una festività celtica, il trinox samoni (che cadeva nel mese di Samonios), equivalente alle tre notti di Samhain del calendario irlandese; il quindicesimo giorno del mese era chiamato Atenoux (col significato, forse, di ritorno al periodo buio), e divideva il mese in due quindicine, la prima chiara (segnata dal plenilunio) e la seconda scura (novilunio), di 14 o 15 giorni.